# 법률행위

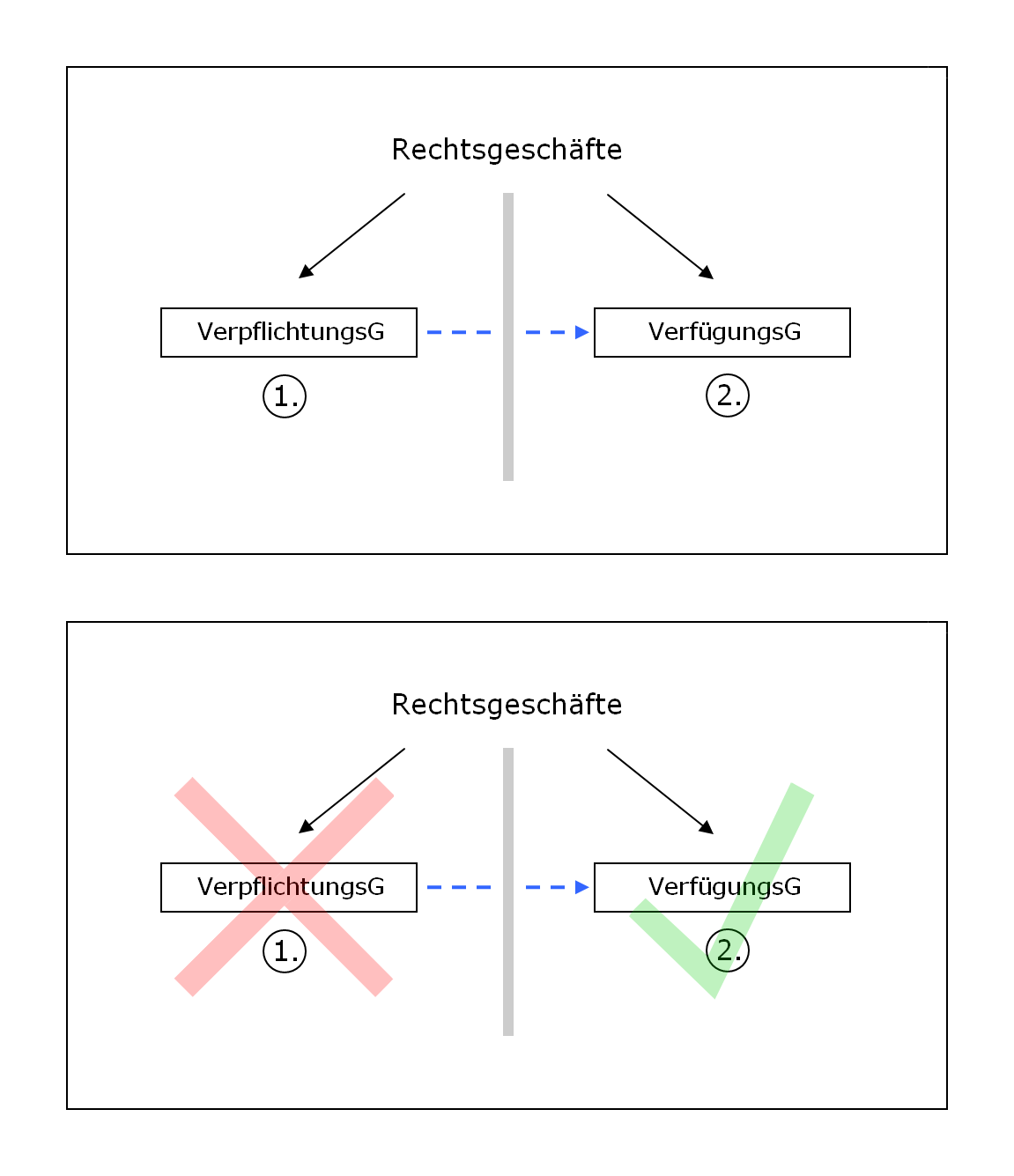

법률 행위(法律行爲)는 대한민국 민법상, 일정한 법률효과의 발생을 목적으로 하는 한 개의 또는 수개의 의사표시를 불가결한 구성요소로 하는 법률요건을 말한다. 즉, 일정한 법률효과를 발생하게 하려고 의도적으로 하는 행위다. 법률행위는 법률요건이기 때문에 법률효과(법률관계의 변동)를 발생시키는 데 필요하고도 충분한 법률사실(예컨대, 부동산 물권변동을 위해서는 의사표시와 등기)이 모두 이에 포함되어야 한다. :47

## 법률행위의 목적
법률행위의 목적은 법률행위를 하는 자가 그 법률행위에 의해 발생시키려고 하는 법률효과를 말한다. 법률행위의 내용이라고도 할 수 있다. 그 목적은 법률행위의 목적물과 구별된다. 예컨대, 부동산에 관한 매매의 목적은 매도인의 소유권이전채무와 매수인의 대금채무이며, 부동산은 매매의 목적물이다. :129

## 법률행위의 종류

### 단독행위와 계약
법률행위의 구성요소인 의사표시의 결합 유무와 그 모습에 의하여 단독행위와 계약으로 분류된다. :55
단독행위는 권리주체가 행하는 하나의 의사표시에 의하여 성립하는 법률행위를 말한다. 상대방 있는 단독행위와 그렇지 않은 단독행위로 구별된다. 상대방이 있는 경우에 단독행위의 법률효과가 발생하려면 의사표시가 상대방에게 도달하여야 한다(민법 제111조 1항). 예컨대 법정대리인의 동의가 여기에 해당한다. :56  영미법에서는 계약과 단독행위를 각각 쌍방계약(bilateral contact)과 일방계약(unilateral contract)로 분류한다. 쌍방계약은 당사자 쌍방의 합의가 있는 경우에 한하여 성립되는 계약을 말한다. 이에 반하여 일방계약은 당사자간의 별도의 합의 없이 일방 당사자의 이행으로 성립되는 계약을 말한다. :269
계약은 일정한 법률효과인 권리의 발생·변경·소멸(즉 권리의 변동)을 목적으로 서로 대립하는 2인 또는 그 이상의 법률주체의 의사표시의 합치(독일어: Konsens)에 따라 성립하는 법률요건이다.
부가적으로 서로 대립하지 않고 평행적, 구심적으로 방향을 같이 하는 둘 이상의 의사표시의 합치로 성립하는 법률행위를 합동행위라고 한다.

### 유상행위와 무상행위
법률행위에 의한 재산의 출연이 상대방의 대가와 교환적 관계에 있느냐에 따른 구별이 유상행위와 무상행위이다. 불공정한 법률행위 개념은 유상행위에는 적용되나 무상행위에는 적용되지 않는다.(→불공정한 법률행위) 계약중에서 유상행위와 무상행위를 구별하여 유상계약과 무상계약이라 한다.
대가를 받고 출연하는 행위를 유상행위(有償行爲)라고 한다. 대가라 함은 출연과 교환적으로 행하여지는 것으로, 행위자의 출연을 전보하는 의의를 가지는 상대방의 출연을 말한다. 그러나 출연과 대가의 객관적 가치가 양적으로 반드시 일치할 필요는 없다. 매매, 교환, 임대차, 고용 및 도급 등은 유상계약이다. 특히 유상계약에는 매매에 관한 규정들이 준용되므로, 일방예약·해약금·담보책임에 관한 규정들이 준용된다.(민법 제567조).
반면에 대가없이 출연하는 행위를 무상행위(無償行爲)라고 하며, 증여(민법 제544조) 및 사용대차 등이 그 예이다. :60

## 법률효과의 종류에 따른 분류

### 채권행위
채무자의 이행에 의해 종국적 목적이 실현되는 법률행위이다.

### 물권행위
이행을 필요로 하지 않고 바로 목적이 실현되는 법률행위이다. 물권행위 자체에 조건을 붙일 수 있다. 그런데 동산물권 변동에서는 조건이 전면적으로 허용되는 반면, 부동산물권 변동에서는 조건이 등기되어야 하는데 부동산등기법상 해제조건(또는 종기)만을 등기할 수 있고 정지조건(또는 시기)을 등기할 수는 없어서 정지조건(또는 시기)을 붙일 수는 없다.

### 준물권행위
이행을 필요로 하지 않고 물권 이외의 권리를 종국적으로 변동시키는 법률행위이다.

## 요식행위와 불요식행위
서면 또는 일정한 양식 하는 법률행위를 요식행위라고 하며 서면 또는 일정한 양식을 필요로 하지 않는 법률행위를 불요식행위라고 한다.

## 독립행위와 보조행위
독립행위란 직접, 실질적으로 법률효과를 발생시키는 것이며 보조행위란 다른 법률행위를 보충, 확정하는 행위이다.

## 주된 행위와 종된 행위
종된 행위의 전제가 되는 행위를 주된 행위라고 하며 법률행위가 유효하게 성립하기 위하여 다른 법률행위의 존재를 논리적 전제로 하는 법률행위를 종된 행위라고 한다.

## 생전행위와 사후행위
생존 중 효력이 발생하는 것과 사망 시 효력이 발생하는 것이다.

## 법률행위 해석 방법

### 자연적 해석
표의자의 시각에서 하는 해석방법이다. 내심적 효과의사를 탐구함에 있어서 표시행위뿐만 아니라 그 외에 존재하는 모든 사정을 함께 고려해야 한다. 적용사례로 상대방이 없는 단독행위(예:유언)의 해석이나 오표시무해의 원칙이 있다.

### 규범적 해석
내심적 효과의사와 표시행위가 일치하지 않는 경우 상대방의 시각에서 표시행위에 따라 법률행위의 성립을 인정한다. 상대방의 신뢰보호를 위하여 인정되는 해석방법이기 때문에 상대방의 보호의 필요성이나 가치가 없는 경우에는 규범적 해석이 허용되지 않는다. 적용사례로는 상대방이 없는 단독행위, 신분행위, 상대방이 표의자의 내심적 효과의사를 알고 있는 경우가 있다.

### 보충적 해석
제3자의 시각에 의한 해석방법이다. 법률행위의 내용에 흠이 있는 경우 해석을 통해 이를 보충하는 것으로 특히 계약분야에서 큰 기능을 발휘한다.

## 기타사항
사기, 강박에 의한 하자있는 의사표시도 유효한 법률행위이며 다만 취소가 가능하다.

## 법
법률효과의 발생 또는 소멸에 관해 이를 제한하기 위하여 부가되는 약관을 말하며 조건과 기한이 있다.

### 조건
법률효과의 발생 또는 소멸을 장래 도래할 불확실한 사실의 발생 여부에 의존케 하는 부관이다.

### 기한
법률효과의 발생, 소멸 또는 채무의 이행을 장래에 도래할 것이 확실한 사실의 성부에 의존케 하는 부관을 말한다.

## 판례
- 의사능력이란 자신의 행위의 의미나 결과를 정상적인 인식력과 예기력을 바탕으로 합리적으로 판단할 수 있는 정신적 능력 내지는 지능을 말하는 것으로서, 의사능력의 유무는 구체적인 법률행위와 관련하여 개별적으로 판단되어야 하므로 특히 , 어떤 법률행위가 그 일상적인 의미만을 이해하여서는 알기 어려운 특별한 법률적인 의미나 효과가 부여되어 있는 경우 의사능력이 인정되기 위하여는 그 행위의 일상적인 의미뿐만 아니라 법률적인 의미나 효과에 대하여도 이해할 수 있을 것을 요한다.[3]

## 같이 보기
- 불공정한 법률행위